# Fire Burning
Fire Burning est le premier single du deuxième album du chanteur Sean Kingston.

## Présentation
Fire Burning est une chanson de reggae du chanteur pop Sean Kingston. La chanson sonne plus « synth-dance » que ses enregistrements précédents, avec des influences dance music et electropop. À la différence de beaucoup de ses singles précédents, qui sont tous produits par J.R. Rotem, la chanson est produite par RedOne.

## Remix
- Fire Burning Remix (par Pitbull)